# ميخائيل فيلدمان
ميخائيل فيلدمان (بالإنجليزية: Michael Brandon)‏ (و. 1945 – م) هو ممثل، ومخرج، وممثل تلفزيوني، من الولايات المتحدة الأمريكية، ولد في بروكلين.

## التعليم
تعلم في الأكاديمية الأميركية للفنون المسرحية.

## وصلات خارجية
- ميخائيل فيلدمان على موقع IMDb (الإنجليزية)
- ميخائيل فيلدمان على موقع ألو سيني (الفرنسية)
- ميخائيل فيلدمان على موقع ميوزك برينز (الإنجليزية)
- ميخائيل فيلدمان على موقع أول موفي (الإنجليزية)
- ميخائيل فيلدمان على موقع قاعدة بيانات الأفلام السويدية (السويدية)
- ميخائيل فيلدمان على موقع قاعدة بيانات الأفلام السويدية (السويدية)
- ميخائيل فيلدمان على موقع إن إن دي بي (الإنجليزية)
- ميخائيل فيلدمان على موقع قاعدة بيانات الفيلم (الإنجليزية)
- ميخائيل فيلدمان على موقع كينوبويسك (الروسية)